# Río Abejón
El río Abejón es un río que atraviesa los municipios de Palacios de la Sierra, Vilviestre del Pinar y Canicosa de la Sierra, en la provincia de Burgos, siendo afluente del río Arlanza. También es llamado el río Rinieblas, y también el río Cabecito; en su curso alto. Nace en el municipio de Canicosa de La Sierra, en el puerto de El Cargadero, a que baja dirección O, después, gira en forma de meandro hacia el N, en el paraje de Los Narros. Después, el río, acompañado de la carretera local BU-V-8229, sigue dirección N, hasta desembocar en el Arlanza, en la villa de Palacios de La Sierra. Nada más entrar en la villa. Un puente romano pasa por encima del río.
El río Vadillo es su afluente más importante, que desemboca a la altura del merendero El Rincón, en Vilviestre del Pinar.